# 夏洛特的网
《夏洛特的网》（英語：Charlotte's Web）是美国作家E·B·懷特在1952年所写的儿童文学。故事讲述了一只叫做夏綠蒂的蜘蛛和一只叫韦伯的猪的友谊。Garth Williams为这本书插图。

## 剧情
约翰·阿尔伯飼養的母猪總共生了十一只小猪，但母豬只有十个乳头，最小的猪可能会没办法养活，阿尔伯本來打算把牠杀了，他的女儿芬求父亲把小猪留下。阿尔伯同意把小猪给芬作宠物，她给牠取名叫韦伯。
韦伯是頭生活态度特别积极的小猪，总是可以感染周围的人和动物。几周以后，韦伯被卖给芬的叔叔霍莫·查克曼。虽然芬尽量常常去查克曼农场，但是小猪韦伯还是感到的越来越寂寞。后来，一个很温柔的声音说愿意和他做朋友，第二天韦伯起床時见到他的新朋友——灰蜘蛛夏洛特。刚开始农场里的动物对夏洛特很反感，觉得夏洛特恶心。可是韦伯并不认同，反而觉得她很漂亮。在长时间的相处之下，两人成了好朋友。
有天当农场里的老绵羊告诉韦伯圣诞节的时候他会被人杀掉吃了，韦伯很害怕，他向夏洛特求助。夏洛特对韦伯承诺他会让他活下来，想到的办法就是在她的网上写字来赞扬韦伯的出色，比如说SOME PIG。因为如果她能让韦伯出名，韦伯就不会被杀了。多亏了夏洛特的帮忙，韦伯在乡村大会上得了奖，所以牠最終沒有被人殺了。
最后，夏洛特在大会上死了，并在死前她用尽她最后的力气产卵并包覆起来。为了报答她，韦伯把夏洛特死之前生的卵带回了家，并在查克曼农场中对卵进行孵育，虽然多数孵出的蜘蛛都到外头去开创自己的新生，但Joy、Aranea和Nellie这三只依旧留在农场里，并和韦伯成为好朋友。

## 销售及反应
除了平裝本的銷量以外，《夏洛特的網》在史上精裝本暢銷書排行榜上位列第78位。根據2006年電影版（見下）的宣傳，本書已銷售4,500萬冊並被譯成23種語言。它是1953年紐伯瑞兒童文學獎的銀獎書目，安·諾蘭·克拉克的《安地斯山脈之謎》擊敗《夏洛特的網》獲得當年的金獎。1970年，懷特憑藉《夏洛特的網》和他的第一本兒童小說《精靈鼠小弟》（1945年出版）贏得了兒童文學的主要獎項蘿拉·英格斯·懷德金獎。

## 电影改编

### 1973年版本
由Hanna-Barbera於1973年改編自原作而成的動畫電影。影片由派拉蒙電影公司於1973年3月1日發行，导演是查尔斯·尼科斯和高本嚴。影片在1973年2月22日于纽约上映，并且其后分别在1973年3月30日、8月11日及8月25日于西德，瑞典和日本上映。
此片拍了續集，名為《夏洛特的网2：韦伯历险记》，由Mario Piluso執導。由派拉蒙电影公司直接以录影带方式發行，亦在尼克国际儿童频道播映。

### 2006年版本
是一部真人与动画结合的电影，製片商為派拉蒙電影公司，Walden媒介，和Kerner Entertainment Company。由加利·雲尼克執導，主角由達科塔·芬妮担任，而夏洛特的声音則由茱莉娅·罗伯茨配音。電影於2006年12月15日在美國首映。

## 外部連結
- 出版社有關此書的網頁 （页面存档备份，存于）